# Land- und Stadtgericht Laasphe
Das Land- und Stadtgericht Laasphe war von 1839 bis 1849 ein preußisches Land- und Stadtgericht mit Sitz in Laasphe.

## Geschichte
Das Land- und Stadtgericht Laasphe entstand zum 1. Januar 1839 aus dem aufgelösten Justizamt Laasphe. Im Sprengel lebten anfangs 11.528 Gerichtseingesessene. Am Gericht waren ein Direktor, zwei Assessoren und sechs nicht-richterliche Mitarbeiter beschäftigt.
Nach der Märzrevolution wurden in Preußen die Patrimonialgerichte abgeschafft und einheitlich Kreisgerichte geschaffen. Das Land- und Stadtgericht Laasphe wurde aufgelöst und stattdessen die Gerichtsdeputation Laasphe des Kreisgerichts Siegen im Bezirk des Appellationsgerichts Arnsberg geschaffen.